# Lin Junhong
Lin Junhong (9 de diciembre de 1990) es una deportista china que compite en ciclismo en la modalidad de pista, especialista en las pruebas de velocidad.
Ganó cinco medallas en el Campeonato Mundial de Ciclismo en Pista entre los años 2010 y 2016.

## Medallero internacional
| Campeonato Mundial | Campeonato Mundial       | Campeonato Mundial | Campeonato Mundial    |
| Año                | Lugar                    | Medalla            | Competición           |
| ------------------ | ------------------------ | ------------------ | --------------------- |
| 2010               | Ballerup (Dinamarca)     | Medalla de plata   | Velocidad por equipos |
| 2011               | Apeldoorn (Países Bajos) | Medalla de bronce  | Velocidad por equipos |
| 2014               | Cali (Colombia)          | Medalla de plata   | Velocidad por equipos |
| 2014               | Cali (Colombia)          | Medalla de bronce  | Velocidad individual  |
| 2016               | Londres (Reino Unido)    | Medalla de plata   | Velocidad individual  |

1. ↑  Compitió en la ronda de clasificación.